# Olympische Sommerspiele 1996/Teilnehmer (Ungarn)
| Gelbes Symbol für Goldmedaillen mit stilisierten Olympischen Ringen | Graues Symbol für Silbermedaillen mit stilisierten Olympischen Ringen | Braundes Symbol für Bronzemedaillen mit stilisierten Olympischen Ringen |
| ------------------------------------------------------------------- | --------------------------------------------------------------------- | ----------------------------------------------------------------------- |
| 7                                                                   | 4                                                                     | 10                                                                      |

Ungarn nahm an den Olympischen Sommerspielen 1996 in der US-amerikanischen Metropole Atlanta mit 213 Sportlern, 66 Frauen und 147 Männern, teil.
Seit 1896 in Athen war es die 21. Teilnahme eines ungarischen Teams bei Olympischen Sommerspielen.

## Medaillengewinner
Mit sieben gewonnenen Gold-, vier Silber- und zehn Bronzemedaillen belegte das ungarische Team Platz 12 im Medaillenspiegel.

### Gold
| Name/n                          | Sportart       | Wettkampf                      |
| ------------------------------- | -------------- | ------------------------------ |
| István Kovács                   | Boxen          | Bantamgewicht                  |
| György Kolonics & Csaba Horváth | Kanu           | Zweier-Canadier, 500 Meter     |
| Rita Kőbán                      | Kanu           | Frauen, Einer-Kajak, 500 Meter |
| Balázs Kiss                     | Leichtathletik | Hammerwurf                     |
| Norbert Rózsa                   | Schwimmen      | 200 Meter Brust                |
| Attila Czene                    | Schwimmen      | 200 Meter Lagen                |
| Krisztina Egerszegi             | Schwimmen      | Frauen, 200 Meter Rücken       |

### Silber
| Name/n                                                       | Sportart     | Wettkampf                |
| ------------------------------------------------------------ | ------------ | ------------------------ |
| Csaba Köves, József Navarrete & Bence Szabó                  | Fechten      | Säbel, Mannschaft        |
| András Rajna, Gábor Horváth, Ferenc Csipes & Attila Adrovicz | Kanu         | Vierer-Kajak, 1000 Meter |
| Károly Güttler                                               | Schwimmsport | 200 Meter Brust          |
| Szilveszter Csollány                                         | Turnen       | Ringe                    |

### Bronze
| Name/n | Sportart           | Wettkampf                   |
| --- | ------------------ | --------------------------- |
| Géza Imre | Fechten            | Degen, Einzel               |
| Gyöngyi Szalay | Fechten            | Frauen, Degen, Einzel       |
| Attila Feri | Gewichtheben       | Leichtgewicht               |
| Anikó Meksz, Andrea Farkas, Beáta Hoffmann, Katalin Szilágyi, Anikó Kántor, Helga Németh, Anikó Nagy, Beatrix Kökény, Beáta Siti, Eszter Mátéfi, Beatrix Tóth-Győri, Auguszta Mátyás, Éva Erdős, Anna Szántó, Erzsébet Kocsis & Ildikó Pádár | Handball           | Frauenturnier               |
| Imre Pulai | Kanu               | Einer-Canadier, 500 Meter   |
| György Zala | Kanu               | Einer-Canadier, 1000 Meter  |
| György Kolonics & Csaba Horváth | Kanu               | Zweier-Canadier, 1000 Meter |
| János Martinek | Moderner Fünfkampf | Einzel                      |
| Ágnes Kovács | Schwimmen          | Frauen, 200 Meter Brust     |
| Krisztina Egerszegi | Schwimmen          | Frauen, 400 Meter Lagen     |

## Teilnehmer nach Sportarten

### Badminton
- Andrea Ódor
Frauen, Einzel: 17. Platz

### Bogenschießen
- Judit Kovács
Frauen, Einzel: 45. Platz

- Tímea Kiss
Frauen, Einzel: 51. Platz

### Boxen
- István Kovács
Bantamgewicht: Gold

- János Nagy
Federgewicht: 5. Platz

- József Nagy
Weltergewicht: 17. Platz

- György Mizsei
Halbmittelgewicht: 9. Platz

- Zsolt Erdei
Mittelgewicht: 9. Platz

### Fechten
- Zsolt Érsek
Florett, Einzel: 10. Platz
Florett, Mannschaft: 5. Platz

- Márk Marsi
Florett, Einzel: 24. Platz
Florett, Mannschaft: 5. Platz

- Róbert Kiss
Florett, Einzel: 36. Platz
Florett, Mannschaft: 5. Platz

- Géza Imre
Degen, Einzel: Bronze 
Degen, Mannschaft: 6. Platz

- Iván Kovács
Degen, Einzel: 4. Platz
Degen, Mannschaft: 6. Platz

- Krisztián Kulcsár
Degen, Einzel: 22. Platz
Degen, Mannschaft: 6. Platz

- József Navarrete
Säbel, Einzel: 4. Platz
Säbel, Mannschaft: Silber

- Bence Szabó
Säbel, Einzel: 17. Platz
Säbel, Mannschaft: Silber

- Csaba Köves
Säbel, Einzel: 18. Platz
Säbel, Mannschaft: Silber

- Aida Mohamed
Frauen, Florett, Einzel: 8. Platz
Frauen, Florett, Mannschaft: 4. Platz

- Zsuzsa Némethné Jánosi
Frauen, Florett, Einzel: 11. Platz
Frauen, Florett, Mannschaft: 4. Platz

- Gabriella Lantos
Frauen, Florett, Einzel: 17. Platz
Frauen, Florett, Mannschaft: 4. Platz

- Gyöngyi Horváth
Frauen, Degen, Einzel: Bronze 
Frauen, Degen, Mannschaft: 4. Platz

- Tímea Nagy
Frauen, Degen, Einzel: 5. Platz
Frauen, Degen, Mannschaft: 4. Platz

- Adrienn Hormay
Frauen, Degen, Einzel: 6. Platz
Frauen, Degen, Mannschaft: 4. Platz

### Fußball
- Herrenteam
16. Platz

- Kader
Vilmos Sebők
Zoltán Pető
Miklós Lendvai
Miklós Herczeg
Tibor Dombi
Tamás Sándor
Károly Szanyó
Krisztián Lisztes
Gábor Egressy
Zoltán Molnár
Zoltán Bükszegi
Csaba Madar
Gábor Zavadszky
Sándor Preisinger
Csaba Szatmári
Attila Dragóner
Szabolcs Sáfár

### Gewichtheben
- Tibor Karczag
Fliegengewicht: Kein Ergebnis

- Zoltán Farkas
Bantamgewicht: 8. Platz

- Adrián Popa
Federgewicht: 5. Platz

- Zoltán Kecskés
Federgewicht: 8. Platz

- Attila Feri
Leichtgewicht: Bronze

- Gábor Molnár
Leichtgewicht: Kein Ergebnis

- Tibor Stark
Superschwergewicht: 8. Platz

### Handball
- Frauenteam
Bronze

- Kader
Anikó Meksz
Beatrix Kökény
Andrea Farkas
Anikó Kántor
Anikó Nagy
Anna Szántó
Beáta Hoffmann
Beatrix Tóth-Győri
Beáta Siti
Erzsébet Kocsis
Eszter Mátéfi
Éva Erdős
Helga Németh
Ildikó Pádár
Katalin Szilágyi

### Judo
- Zsolt Kunyik
Superleichtgewicht: 21. Platz

- József Csák
Halbleichtgewicht: 5. Platz

- Bertalan Hajtós
Leichtgewicht: 17. Platz

- Antal Kovács
Halbschwergewicht: 5. Platz

- Imre Csősz
Schwergewicht: 9. Platz

- Mária Pekli
Frauen, Leichtgewicht: 9. Platz

- Éva Gránitz
Frauen, Schwergewicht: 9. Platz

### Kanu
- Zoltán Antal
Einer-Kajak, 500 Meter: Halbfinale

- Zoltán Kammerer
Einer-Kajak, 1000 Meter: Halbfinale

- Krisztián Bártfai
Zweier-Kajak, 500 Meter: 6. Platz

- Zsolt Gyulay
Zweier-Kajak, 500 Meter: 6. Platz

- Róbert Hegedűs
Zweier-Kajak, 1000 Meter: 9. Platz

- Péter Almási
Zweier-Kajak, 1000 Meter: 9. Platz

- Attila Adrovicz
Vierer-Kajak, 1000 Meter: Silber

- Ferenc Csipes
Vierer-Kajak, 1000 Meter: Silber

- Gábor Horváth
Vierer-Kajak, 1000 Meter: Silber

- András Rajna
Vierer-Kajak, 1000 Meter: Silber

- Imre Pulai
Einer-Canadier, 500 Meter: Bronze

- György Zala
Einer-Canadier, 1000 Meter: Bronze

- Csaba Horváth
Zweier-Canadier, 500 Meter: Gold 
Zweier-Canadier, 1000 Meter: Bronze

- György Kolonics
Zweier-Canadier, 500 Meter: Gold 
Zweier-Canadier, 1000 Meter: Bronze

- Rita Kőbán
Frauen, Einer-Kajak, 500 Meter: Gold 
Frauen, Zweier-Kajak, 500 Meter: 4. Platz

- Szilvia Mednyánszky
Frauen, Zweier-Kajak, 500 Meter: 4. Platz
Frauen, Vierer-Kajak, 500 Meter: 9. Platz

- Kinga Czigány
Frauen, Vierer-Kajak, 500 Meter: 9. Platz

- Éva Dónusz
Frauen, Vierer-Kajak, 500 Meter: 9. Platz

- Erika Mészáros
Frauen, Vierer-Kajak, 500 Meter: 9. Platz

### Leichtathletik
- Balázs Korányi
800 Meter: Halbfinale

- Balázs Tölgyesi
1500 Meter: Halbfinale

- Zoltán Káldy
10.000 Meter: 16. Platz

- Levente Csillag
110 Meter Hürden: Viertelfinale

- Dusán Kovács
400 Meter Hürden: Halbfinale

- Sándor Urbanik
20 Kilometer Gehen: 13. Platz

- János Uzsoki
Weitsprung: 22. Platz in der Qualifikation

- Zsolt Czingler
Dreisprung: 24. Platz in der Qualifikation

- Tibor Ordina
Dreisprung: 33. Platz in der Qualifikation

- Jenő Kóczián
Kugelstoßen: In der Qualifikation ausgeschieden

- Attila Horváth
Diskuswurf: 10. Platz

- Balázs Kiss
Hammerwurf: Gold

- Zsolt Németh
Hammerwurf: 22. Platz in der Qualifikation

- Adrián Annus
Hammerwurf: 28. Platz in der Qualifikation

- Zsolt Kürtösi
Zehnkampf: 27. Platz

- Dezső Szabó
Zehnkampf: DNF

- Judit Földingné Nagy
Frauen, Marathon: 36. Platz

- Mária Rosza-Urbanik
Frauen, 10 Kilometer Gehen: 9. Platz

- Anikó Szebenszky
Frauen, 10 Kilometer Gehen: 27. Platz

- Tünde Vaszi
Frauen, Weitsprung: 8. Platz

- Rita Ináncsi
Frauen, Weitsprung: 30. Platz in der Qualifikation
Frauen, Siebenkampf: 6. Platz

- Zita Bálint
Frauen, Dreisprung: In der Qualifikation ausgeschieden

### Moderner Fünfkampf
- János Martinek
Einzel: Bronze

- Ákos Hanzély
Einzel: 6. Platz

- Péter Sárfalvi
Einzel: 21. Platz

### Radsport
- László Bodrogi
Straßenrennen, Einzel: DNF

### Reiten
- Anita Nemtin
Vielseitigkeit, Einzel: 19. Platz

- Pál Tuska
Vielseitigkeit, Mannschaft: 13. Platz

- Attila Soós, Jr.
Vielseitigkeit, Mannschaft: 13. Platz

- Gábor Schaller
Vielseitigkeit, Mannschaft: 13. Platz

- Tibor Herczegfalvy
Vielseitigkeit, Mannschaft: 13. Platz

### Rhythmische Sportgymnastik
- Viktória Fráter
Einzel: Vorläufe

- Andrea Szalay
Einzel: Vorläufe

### Ringen
- Attila Repka
Leichtgewicht, griechisch-römisch: 21. Platz

- Tamás Berzicza
Weltergewicht, griechisch-römisch: 6. Platz

- Péter Farkas
Mittelgewicht, griechisch-römisch: 17. Platz

- Nándor Gelénesi
Halbschwergewicht, griechisch-römisch: 16. Platz

- György Kékes
Superschwergewicht, griechisch-römisch: 12. Platz

- István Demeter
Federgewicht, Freistil: 9. Platz

- János Fórizs
Leichtgewicht, Freistil: 11. Platz

- Árpád Ritter
Weltergewicht, Freistil: 13. Platz

- László Dvorák
Mittelgewicht, Freistil: 14. Platz

- Péter Bacsa
Halbschwergewicht, Freistil: 10. Platz

- Zsolt Gombos
Superschwergewicht, Freistil: 11. Platz

### Rudern
- Zsolt Gombos
Einer: 15. Platz

- Zsolt Dani
Doppelzweier: 16. Platz

- Gábor Mitring
Doppelzweier: 16. Platz

### Schießen
- Zoltán Papanitz
Luftpistole: 19. Platz
Freie Scheibenpistole: 28. Platz

- Zsolt Karacs
Luftpistole: 23. Platz
Freie Scheibenpistole: 33. Platz

- Lajos Pálinkás
Schnellfeuerpistole: 7. Platz

- Zsolt Vári
Luftgewehr: 33. Platz
Kleinkaliber, Dreistellungskampf: 27. Platz
Kleinkaliber, liegend: 11. Platz

- József Sike
Laufendes Ziel: 4. Platz

- Tamás Burkus
Laufendes Ziel: 14. Platz

- Zoltán Bodó
Trap: 13. Platz
Doppeltrap: 27. Platz

- Károly Gombos
Trap: 20. Platz
Doppeltrap: 24. Platz

- Éva Joó
Frauen, Luftgewehr: 7. Platz
Frauen, Kleinkaliber, Dreistellungskampf: 20. Platz

- Éva Fórián
Frauen, Luftgewehr: 31. Platz
Frauen, Kleinkaliber, Dreistellungskampf: 30. Platz

### Schwimmen
- Tamás Kerékjártó
50 Meter Freistil: 55. Platz

- Attila Zubor
100 Meter Freistil: 20. Platz
200 Meter Lagen: 22. Platz
4 × 100 Meter Lagen: 6. Platz

- Béla Szabados
100 Meter Freistil: 35. Platz
400 Meter Freistil: 23. Platz

- Attila Czene
200 Meter Freistil: 20. Platz
200 Meter Schmetterling: 9. Platz
200 Meter Lagen: Gold 
4 × 100 Meter Lagen: 6. Platz

- Miklós Kollár
200 Meter Freistil: 25. Platz

- Tamás Deutsch
100 Meter Rücken: 25. Platz
4 × 100 Meter Lagen: 6. Platz

- Olivér Ágh
200 Meter Rücken: 12. Platz

- Károly Güttler
100 Meter Brust: 4. Platz
200 Meter Brust: Silber 
4 × 100 Meter Lagen: 6. Platz

- Norbert Rózsa
100 Meter Brust: 17. Platz
200 Meter Brust: Gold

- Péter Horváth
100 Meter Schmetterling: 11. Platz
200 Meter Schmetterling: 8. Platz
4 × 100 Meter Lagen: 6. Platz

- István Batházi
400 Meter Lagen: DQ im Finale

- Gergő Kiss
400 Meter Lagen: 19. Platz

- Gyöngyvér Lakos
Frauen, 50 Meter Freistil: 42. Platz

- Anna Nyíri
Frauen, 100 Meter Freistil: 30. Platz
Frauen, 4 × 100 Meter Lagen: 11. Platz

- Judit Kiss
Frauen, 400 Meter Freistil: 38. Platz

- Rita Kovács
Frauen, 800 Meter Freistil: 25. Platz

- Annamária Kiss
Frauen, 100 Meter Rücken: 32. Platz

- Krisztina Egerszegi
Frauen, 200 Meter Rücken: Gold 
Frauen, 400 Meter Lagen: Bronze 
Frauen, 4 × 100 Meter Lagen: 11. Platz

- Ágnes Kovács
Frauen, 100 Meter Brust: 7. Platz
Frauen, 200 Meter Brust: Bronze 
Frauen, 4 × 100 Meter Lagen: 11. Platz

- Edit Klocker
Frauen, 100 Meter Schmetterling: 31. Platz
Frauen, 200 Meter Schmetterling: 23. Platz
Frauen, 4 × 100 Meter Lagen: 11. Platz

- Beáta Újhelyi
Frauen, 200 Meter Lagen: 40. Platz

### Segeln
- Áron Gádorfalvi
Windsurfen: 40. Platz

- Farkas Litkey
Finn-Dinghy: 26. Platz

- Botond Litkey
470er: 21. Platz

- Zsolt Nyári
470er: 21. Platz

- Tamás Eszes
Laser: 31. Platz

- Csaba Haranghy
Star: 18. Platz

- András Komm
Star: 18. Platz

- György Wossala
Soling: 20. Platz

- László Kovácsi
Soling: 20. Platz

- Károly Vezér
Soling: 20. Platz

- Katalin Bácsics
Frauen, 470er: 18. Platz

- Enikő Németh
Frauen, 470er: 18. Platz

### Tennis
- Sándor Noszály
Einzel: 33. Platz

- Gábor Köves
Doppel: 17. Platz

- László Markovits
Doppel: 17. Platz

- Virág Csurgó
Frauen, Einzel: 17. Platz
Frauen, Doppel: 9. Platz

- Andrea Temesvári
Frauen, Einzel: 33. Platz
Frauen, Doppel: 9. Platz

### Tischtennis
- Károly Németh
Einzel: 17. Platz

- Zoltán Bátorfi
Einzel: 33. Platz

- Csilla Bátorfi
Frauen, Einzel: 9. Platz
Frauen, Doppel: 9. Platz

- Krisztina Tóth
Frauen, Einzel: 33. Platz
Frauen, Doppel: 9. Platz

### Turnen
- Zoltán Supola
Einzelmehrkampf: 22. Platz
Barren: 43. Platz in der Qualifikation
Boden: 58. Platz in der Qualifikation
Pferdsprung: 15. Platz in der Qualifikation
Reck: 11. Platz in der Qualifikation
Ringe: 66. Platz in der Qualifikation
Seitpferd: 20. Platz in der Qualifikation

- Szilveszter Csollány
Einzelmehrkampf: 48. Platz in der Qualifikation
Barren: 78. Platz in der Qualifikation
Boden: 77. Platz in der Qualifikation
Pferdsprung: 63. Platz in der Qualifikation
Reck: 85. Platz in der Qualifikation
Ringe: Silber 
Seitpferd: 60. Platz in der Qualifikation

- Krisztián Jordanov
Einzelmehrkampf: 62. Platz in der Qualifikation
Barren: 68. Platz in der Qualifikation
Boden: 50. Platz in der Qualifikation
Pferdsprung: 84. Platz in der Qualifikation
Reck: 80. Platz in der Qualifikation
Ringe: 93. Platz in der Qualifikation
Seitpferd: 95. Platz in der Qualifikation

- Adrienn Varga
Frauen, Einzelmehrkampf: 28. Platz
Frauen, Mannschaftsmehrkampf: 9. Platz
Frauen, Boden: 38. Platz in der Qualifikation
Frauen, Pferdsprung: 36. Platz in der Qualifikation
Frauen, Schwebebalken: 42. Platz in der Qualifikation
Frauen, Stufenbarren: 38. Platz in der Qualifikation

- Adrienn Nyeste
Frauen, Einzelmehrkampf: 30. Platz
Frauen, Mannschaftsmehrkampf: 9. Platz
Frauen, Boden: 44. Platz in der Qualifikation
Frauen, Pferdsprung: 29. Platz in der Qualifikation
Frauen, Schwebebalken: 51. Platz in der Qualifikation
Frauen, Stufenbarren: 32. Platz in der Qualifikation

- Nikolett Krausz
Frauen, Einzelmehrkampf: 32. Platz
Frauen, Mannschaftsmehrkampf: 9. Platz
Frauen, Boden: 34. Platz in der Qualifikation
Frauen, Pferdsprung: 34. Platz in der Qualifikation
Frauen, Schwebebalken: 88. Platz in der Qualifikation
Frauen, Stufenbarren: 27. Platz in der Qualifikation

- Andrea Molnár
Frauen, Einzelmehrkampf: 52. Platz in der Qualifikation
Frauen, Mannschaftsmehrkampf: 9. Platz
Frauen, Boden: 84. Platz in der Qualifikation
Frauen, Pferdsprung: 51. Platz in der Qualifikation
Frauen, Schwebebalken: 67. Platz in der Qualifikation
Frauen, Stufenbarren: 53. Platz in der Qualifikation

- Henrietta Ónodi
Frauen, Einzelmehrkampf: 76. Platz in der Qualifikation
Frauen, Mannschaftsmehrkampf: 9. Platz
Frauen, Boden: 48. Platz in der Qualifikation
Frauen, Pferdsprung: 40. Platz in der Qualifikation
Frauen, Schwebebalken: 36. Platz in der Qualifikation
Frauen, Stufenbarren: 93. Platz in der Qualifikation

- Ildikó Balog
Frauen, Einzelmehrkampf: 93. Platz in der Qualifikation
Frauen, Mannschaftsmehrkampf: 9. Platz
Frauen, Boden: 95. Platz in der Qualifikation
Frauen, Schwebebalken: 68. Platz in der Qualifikation
Frauen, Stufenbarren: 59. Platz in der Qualifikation

- Eszter Óváry
Frauen, Einzelmehrkampf: 98. Platz in der Qualifikation
Frauen, Mannschaftsmehrkampf: 9. Platz
Frauen, Boden: 94. Platz in der Qualifikation
Frauen, Pferdsprung: 62. Platz in der Qualifikation
Frauen, Stufenbarren: 94. Platz in der Qualifikation

### Wasserball
- Herrenteam
4. Platz

- Kader
Tibor Benedek
Tamás Dala
Rajmund Fodor
András Gyöngyösi
Tamás Kásás
Zoltán Kósz
Péter Kuna
Attila Monostori
Zsolt Németh
Frank Tóth
László Tóth
Zsolt Varga
Balázs Vincze

### Wasserspringen
- Imre Lengyel
Kunstspringen: 17. Platz

- Orsolya Pintér
Frauen, Kunstspringen: 25. Platz